# Неймовірне парі, або Істинна пригода, що благополучно завершилася сто років тому
«Неймовірне парі, або Істинна пригода, що благополучно завершилася сто років тому» (рос. «Невероятное пари, или Истинное происшествие, благополучно завершившееся сто лет назад») — російський радянський художній телевізійний фільм 1984 року, знятий на «Студії художніх телевізійних фільмів» «Творчого об'єднання ЕКРАН» Держтелерадіо СРСР режисером Володимиром Мотилем за мотивами творів Антона Павловича Чехова: «Парі», «Мешканець», «Зі спогадів ідеаліста», «Необережність», «У млині», «Швець і нечиста сила». Прем'єра телефільму відбулася 13 грудня 1984 року.

## Сюжет
Фільм являє собою каскад кіноновел, кожна із яких екранізує той чи інший твір Чехова. Усі кіноновели органічно поєднані і пов'язані єдиним сюжетом, основою якого є події, описані у оповіданні «Парі». Кожна із новел є не просто екранізацією, а викладенням її у баченні режисера та постановника фільму Володимира Мотиля, який змінює хід окремих подій, змінює репліки та висловлювання окремих персонажів, висвітлює окремі деталі цих творів, акцентуючи увагу глядача саме на них для створення бажаного режисерові ефекту. Загальною канвою усіх кіноновел є висміювання жадоби до багатства будь-якою ціною і жадібності, починаючи від прагнення отримати два мільйони в обмін на 15 років свободи у новелі «Парі», і закінчуючи бажанням стати багатієм, продавши для цього власну душу у новелі «Швець і нечиста сила», починаючи від облудного бажання отримати зиск партнерів дачного роману один з одного у новелі «Зі спогадів ідеаліста», і закінчуючи непереборним бажанням нишком хильнути чарчину у новелі «Необережність», від синівських гордощів стосовно наданої допомоги бідній матері розміром в 20 копійок, які завалялись між пачками банкнот у гаманці, до небажання повернути борг у новелі «В млині», від стремління до високих принципів і кар'єрних злетів до пристосуванського і безправного життя при багатій дружині у новелі «Мешканець».

### Зав'язка та новела 1. «Парі»
На початку фільму заставка із цитатою Антона Павловича Чехова: 
|               | Які гарні дерева і, по суті, яке повинне бути біля них гарне життя. |
| — Антон Чехов |                                                                     |

Юрба схвильованих молодих людей іде по нічній дощовій вулиці, намагаючись відмовити студента-юриста (актор Борис Плотников) від укладання парі, і які повинні стати його свідками у цьому парі. Найбільш активним є його колега, пан Брикович (актор Станіслав Садальський), закликаючи одуматись і не продавати молодість, кар'єру, принципи. За умовою парі студент-юрист зобов'язується провести 15 років у добровільному ув'язненні в «одиночній камері», на яку перетворено флігель банкіра (актор Олексій Петренко). Йому надається їжа і все необхідне, однак, він позбавлений права будь-якого спілкування окрім як із глухонімим слугою (актор Іван Насонов), який щодня приносить їжу і усі його замовлення. В'язнень може писати листи «на волю» та замовлення своєму «тюремщику», однак, відповіді на свої листи отримувати не може.

### Новела 2. «Мешканець»
Для створення у фільмі відчуття епохи Чехова застосовані заставки із фейковими об'явами газет того часу. 
|  | В музеҍ ВИНКЛЕРА показываются: Театральная карета. Вмещаҍтъ 26 балеринъ, 8 благородныхъ отцев, 5 комическихъ старухъ. Апполонъ Бельведеркій. Копия подлинная. В видах нравственности не обнаженную статую надҍта фрачная пара. |

Одна із об'яв приводить глядача то заїжджого будинку із умебльованими кімнатами мадам Брикович:
|  | МЕБЛИРОВАННЫЯ КОМНАТЫ Сдаются семейнымъ и одинокимъ Отдҍлка заимствована из выставки въ Парижҍ Дворянскій проҍздъ Мадамъ Брыковичь |

Новела розпочинається із скандальної сцени ревнощів, яку влаштувала своєму безправному чоловікові мадам Брикович (акторка Людмила Целіковська). Будучи вигнаним на коридор, та маючи потребу самоствердитися, пан Брикович причепився до одного із постояльців — музиканта пана Халявкіна (актор Михайло Уржумцев), який не має можливості виплатити за проживання. Пан Халявкін із п'яною безпосередністю «ставить на місце хазяїна», якого через його безправний статус має не вище від простого постояльця. Тут же і коридорний засвідчує безправність статусу «хазяїна», відмовляючи йому подати чаю. Пан Халявкін з огляду на це починає жаліти пана Бриковича. Обоє миряться за чарчиною, жаліються один одному на свої долі, Брикович жалкує за втраченими молодістю, кар'єрою і принципами, та кляне хазяйку постоялого будинку, за чим вона їх і застає. Далі, зрозумівши, із ким йому потрібно миритися, принизливо шукає примирення із нею.

### Новела 3. «Зі спогадів ідеаліста»
Обтяжений сімейними клопотами міщанин Дудкін (Михайло Козаков) шукає недорогу дачну кімнату, маючи плани і на відпочинок, і на задоволення. Тому, першу потенційну кандидатуру хазяйки відкидає одразу ж! А от друга — … Тут режисер у повній мірі використовує і талант і міміку актора, щоб передати переживання пана Дудкіна, який поверх штахет розглядає свою майбутню «жертву» із видом кота, що заглядає до глечика із сметаною. Він і не здогадується, що його «жертва» — також «мисливець», і саме, на таких як він. Режисер також ефектно підкреслює і використовує усі таланти Книгіної (акторки Ірини Муравйової), яка неперевершено спокушає свого клієнта і сама ж «піддається» на його наївність. Героїня настільки проникливо і талановито виконує романс на слова Булата Шалвовича Окуджави, що цей кіноролик буквально не сходить із телевізійних «кіноконцертів». Розпочинається бурний дачний роман. Апогеєм є останній день дачного життя Дудкіна. Коханці вже на «ти», Дудкін перетворився на «Дудочку», Софія Павлівна — на «Софочку» і виглядають як подружня пара. Перед прощанням Дудкін пропонує розрахуватися і отримує «рахунок», де замість домовлених 25 карбованців бачить майже вдесятеро більшу суму. Намагаючись з’ясувати причину, звідкіля взялася така сума, він із здивуванням дізнається, що йому прийдеться заплатити як за кожен з'їдений ним огірок, вишню та полуничку, і за каву, вершки та коньяк, якими частувала його Софочка, так і за «задоволення» від дачного роману! Дудкін робить спробу відкупитися ста карбованцями, на що чує презирливе «хм» і потужну громовицю. Новелу завершають літня гроза, покинуті розкидані карти на столі у бесідці та чек в 212 карбованців сорок чотири копійки, який пан Дудкін виписує для Книгіної Софії Павлівни.

### Новела 4. «Необережність»
На початку четвертої кіноновели сюжетна лінія знову повертає глядача до флігеля. Бранець вже відсидів вісім років і з такого приводу вирішив зняти із себе деякі, собою ж, накладені заборони. Він пише лист-замовлення своєму «тюремщику», де повідомляє про це і просить надіслати до його камери вина бургундського, шампанського, коньяку французького та різних делікатесів, включаючи і екзотичні фрукти. Тим часом фінансове становище банкіра у плачевному стані і він змушений економити на усьому, навіть, і на кокосових горіхах. У листі в'язень також повідомляє, що усі раніше надіслані йому літературні томи вивчені і просить додатково надіслати йому книги з історії, філософії, медицини, фізики, хімії, а також, праці Гомера, Вольтера, Гете, Шекспіра, Сервантеса мовами оригіналу та додає текст своєї просьби, написаний вісьмома мовами і просить, якщо фахівці не знайдуть у них жодної помилки, тричі вистрілити під вікнами його тюрми із рушниці на світанку.
Перед світанком по сусідній із флігелем вулиці повертається додому із хрестин Петро Петрович Стрижин (актор Олексій Кожевников). Почувши постріл, він аж присідає зі страху. Після другого пострілу в паніці боягузливо тікає додому, замикає за собою двері і, не встигши перевести дух, прислухається, чи не розбудив сестру (акторка Валентина Косабуцька). Не примітивши нічого підозрілого, навшпиньки крадеться до буфету, шукаючи випивки. Не змігши відчинити замкнені на ключ верхні його відділення, у нижньому знаходить чверть, обережно її відкорковує, наливає чарку і з полегшенням і та нетерплячкою, перехрестивши чарчину, хвацько вихиляє її залпом. І тільки тоді розуміє, що замість горілки хильнув гасу. Хапаючись за горло, вривається в покої сестри, будить її і повідомляє, що випив гасу і що йому зле і починає пити воду прямо із самовара. Сестру ж мало цікавить стан брата. Вона хутко перевіряє замкнені відділення буфета, стан горілки і, усвідомивши, що горілка ціла, із полегшенням, але все ж накидається на брата за те, що той посмів випити гасу, який також вартує грошей. Не знайшовши підтримки у сестри, Петро Петрович біжить в аптеку за медичною допомогою. Розбудивши аптекаря (актор Микола Боярський) і увірвавшись у приміщення, вимагає дати йому хоч що-небудь. Вражає байдужа і уповільнена реакція аптекаря, який, зобразивши виконання своїх обов'язків, рекомендує хворому звернутись до лікаря попри його стан і йде геть. Петру Петровичу гіршає і він вибігає з аптеки.

### Новела 5. «У млині»
По польовій дорозі серед безкраїх ланів збіжжя котиться бричка. Петро Петрович вголос міркує про те, що його здоров'я стало ліпшим, ніж було, і намагається нав'язати сестрі свою версію причини цього. Сестра ж подає власне бачення — мовляв, гас попався поганенький. Мовляв, крамарка взяла з неї як за якісний, а відпустила дешевого. У цей час бричці поступається дорогою старенька, яка прямує по ній пішки. Це старенька мати (акторка Галина Скоробогатова) спішить до млина провідати свого сина — господаря млина Олексія Бірюкова (актор Юрій Смирнов). Офіційний привід для візиту — скучила матір за дитиною, а фактичні причини — бідність і чергова спроба випросити у сина трохи грошей на бідність, виконати прохання від односельця випросити сина, щоб той повернув борг, та гостинець — пряничок, яким матір вгостили у дяка, і який приберегла і несла для синочка. Син зустрічає матір як непрохану гостю і докоряє їй, повчаючи, що з такою комплекцією та хворобами їй потрібно сидіти вдома, а не по гостях ходити. Мало того, він буквально зганяє її із мішків, на які старенька хоче присісти щоб відпочити з дороги. Про гроші на бідність і слухати не захотів, стосовно боргу — обізвав матір дурною і сказав не потикатися не в свої справи. Старенька з того й забула про гостинець, а коли згадала, гукнула і повернула сина, який уже від'їздив у справах. Взнавши, який гостинець принесла матір, він знову нагрубив їй і поїхав геть. Однак, від'їхавши трохи, вирішив повернутися. Відкрив гаманець, переклав у ньому декілька пачок купюр і знайшов монетку в 20 копійок та й із гордістю за власний вчинок подав матері на бідність.

### Новела 6. «Швець і нечиста сила»
Швець Федір Нілов (актор Сергій Скрипкін) працює над черговим замовленням — шиє чоботи. І життя і робота і те, що люди гуляють в суботу, в той час, як він змушений шити, його розлючують і він починає мріяти: "От, щоб у багачів будинки потріскали! Коні подохли! Щоб соболині та лисячі шуби полиняли! … Змучений роботою швець засинає і бачить сон. Чоботи — готові! Можна нести замовнику, яким виявляється банкір. Ось Федір хоче приміряти товар, знімає черевик із ноги банкіра, а нога виявляється копитом! У переляку він задкує до дверей, але потім, зібравшись з думками, починає говорити, що нечиста сила найбільш освічена. Банкір хвалить Федора і запитує, що той бажає отримати за такі слова. Федір і признається, що із дитинства мріє бути багатим і жаліється, що дружина неосвічена і з нею не можна поговорити, наприклад, про політику, або про щось таке розумне. І ось його бажання виконано. Він у палаці, прислуга подає різноманітні страви, дружина (Тетяна Агафонова) в модному одязі, можна обізвати, познущатися і утиснути свого колишнього конкурента шевця. Однак, менталітет і в нього і в дружини — швацький і таке життя швидко набридає. Ні пісні прогорланити, ні в кабак сходити! Тут появляється нечиста сила і вимагає розрахуватися за багатство душею… Наступає пробудження і вухо Федора виявляється затиснене в пальцях банкіра, який прийшов до нього додому, щоб відчитати за невиконане замовлення. Банкір ставить ультиматум і йде, а дружина одним ударом укладає Федора спати.

### Фінал і завершення парі
Завершується термін «ув'язнення» і банкір розуміє, що прийдеться віддавати гроші. А це означатиме його повне банкрутство. Розуміючи це, він зважується на вбивство свого бранця і починає до цього готуватися. Придбаний пістолет, прийнято рішення і ось він нишком опускається у флігель. В'язень, нічого не підозрюючи, солодко спить, схилившись на стіл. Під його рукою списаний аркуш паперу. Це лист. Банкір читає і не вірить своїм очам. Його в'язень висказує своє відношення до суспільства, у якому живе, до справжніх і помилкових істин, та власне презирливе ставлення до цього. 
|  | Щоб на ділі показати своє презирство до усього того, чим живете ви, я відмовляюся від двох мільйонів, про які раніше мріяв як про рай. Щоб лишити себе права на них, я вийду звідси напередодні уранці і таким чином порушу угоду. 15 років я вивчав земне життя. Правда, я не бачив Землі людей. Але в книгах я відкривав материки, перетинав океани, вів бесіди з мудрецями… Книги дали мені мудрість. Все те, що віками створював людський розум, стиснене у моєму черепі у невеликий клубок. Ви збожеволіли, панове! Ви йдете не тією дорогою! |

Це й рятує життя студенту-юристу, який відсидів у флігелі 15 років і уберігає банкіра від вчинення гріха вбивства заради грошей. Банкір із полегшенням та любов'ю підмощує студенту під голову подушку, якою мав намір його задушити, піднімається нагору і із вікна спостерігає, як його в'язень, не дочекавшись терміну ув'язнення, виходить із флігеля і прямує геть — мимо прилаштованого при дружині Бриковича, мимо Книгіної, яка обплутує чергового клієнта, мимо Дудкіна, що нудиться у колі своєї сім'ї, мимо Петра Петровича та його сестри Даші, що активно відпочивають, мимо мельника Альошеньки Бірюкова, який гордо тримає портрет матері, мимо Федора з дружиною, якого зморила дорога до замовника, мимо усього того життя, яке він став зневажати. Дійшовши до красивих дерев, ліг у їх затінку і почав насолоджуватися першими хвилинами свободи від усього цього.

## Ключова відмінність трактування основної філософської ідеї Мотилем
У версії Мотиля в листі студента-юриста відсутнє презирство до книг, із яких в'язень почерпнув мудрість, на відміну від версії Чехова, де герой зневажає і книги і знання на тлі можливого «кінця світу», навіть попри те, що саме вони зробили його мудрим:
|  | І я зневажаю ваші книги, зневажаю всі блага світу і мудрість. Усе мізерне, тлінне, примарне і оманливе, як міраж. Нехай ви горді, мудрі і прекрасні, але смерть зітре вас із лиця землі нарівні з мишами які живуть під підлогою, а потомство ваше, історія, безсмертя ваших геніїв замерзнуть або згорять разом із земною кулею. |

## Авторський колектив телефільму
Із повним переліком задіяних у фільмі акторів та авторським колективом можна ознайомитися на сайті «kinopoisk.ru».